# 普里切皮夫卡 (伊瓦尼夫卡區)
46°58′33″N 30°20′24″E / 46.97583°N 30.34000°E
普里切皮夫卡（烏克蘭語：Причепівка）是位於烏克蘭西南部的村莊，由敖德萨州贝雷济夫卡区的伊萬尼夫卡市鎮負責管轄。該村始建於1964年，面積0.88平方公里，海拔高度31米，2001年人口170，人口密度每平方公里193.62人。